# Erich Laue
Erich Laue, Hermann Karl Erich Laue (ur. 25 kwietnia 1879 w Schönwalde, zm. 26 lipca 1933 w Poczdamie – niemiecki prawnik, działacz i urzędnik samorządowy, radca sądu administracyjnego, wykładowca akademicki.
Syn Hermanna, kaznodziei protestanckiego i Mathilde z d. Siller. Ukończył Alexander-von-Humboldt-Gymnasium w Eberswalde. Absolwent Uniwersytetu w Berlinie, na którym uzyskał tytuł doktora praw (1904), następnie habilitował się uzyskując tytuł prywatnego docenta (Privatdozent), specjalizującego się w prawie konstytucyjnym i administracyjnym. Po uzyskaniu tytułu asesora sądowego zamieszkał w Instenburgu w Prusach Wschodnich, gdzie był zatrudniony na etacie płatnego radnego. Od 1910 radny i urzędnik miejski Sopotu (płatny radny/syndyk, radca prawny, rzecznik burmistrza), komisaryczny burmistrz (1919-1920), burmistrz (1920-1923), następnie nadburmistrz Sopotu (1923-1930). Od 1920 przysługiwał mu również tytuł starosty sopockiego. Najbardziej kontrowersyjny przedstawiciel włodarzy sopockich. Określany też mianem „Wielkiego Budowniczego”. Był jednym ze zwolenników uczynienia z Sopotu „bałtyckiego...”, czy jak mawiali inni „północnego Monte Carlo”, co miało przyczynić się do rozwoju gospodarczego miasta a sopockiego kasyna w szczególności. W 1921 kasyno, będące dotychczas przedsięwzięciem prywatnym, zostało przekształcone w spółkę o nazwie Zoppoter Kasino GmbH, w której większościowe udziały miało miasto Sopot, zaś liczącym współudziałowcem był też Związek Gmin Wolnego Miasta Gdańska (Freistadt-Gemeindeverband GmbH mit dem Sitz in Zoppot). Za jego rządów przedłużono molo, rozbudowano Dom Zdrojowy, Operę Leśną oraz korty tenisowe. W 1926 wybudowano tzw. Sportowe Boisko Stulecia (obecnie obiekt Sopockiego Klubu Lekkoatletycznego) przy ul. Wybickiego, przy której też zamieszkiwał pod nr 30a. Zbudowano lub rozbudowano obiekty szkolne przy ul. Wejherowskiej, Polnej (SP nr 2) i Książąt Pomorskich (I LO). Jednocześnie, od 1929 wykładał prawo na Oddziale Humanistycznym Wydziału I Nauk Ogólnych w Wyższej Szkole Technicznej Wolnego Miasta Gdańska (Technische Hochschule der Freien Stadt Danzig). Rezygnację z urzędu nadburmistrza złożył 1 kwietnia 1930, przechodząc na emeryturę i przenosząc się wraz z rodziną do Poczdamu. W 1933 wraz z radcą budowlanym Sopotu, profesorem nadzw. Wyższej Szkoły Technicznej Wolnego Miasta Gdańska, dr inż. Eugenem Doenickem, został oskarżony przez Urząd do Walki z Korupcją przy Senacie Gdańskim (Senate der Freien Stadt Danzig) o malwersacje finansowe związane z budową ówczesnego Kasino Hotel, znanego obecnie jako sopocki Grand Hotel. Inne źródła mówią, że był też oskarżony o nadużycia w miejscowej Komunalnej Kasie Oszczędności (Sparkasse der Stadt Ostseebad Zoppot). Brak jest jednak informacji o postawieniu dr. Laue przed sądem. W Poczdamie mieszkał przy Seestraße 39, gdzie po przedawkowaniu veronalu zmarł w miejscowym szpitalu św. Józefa. Media np. Berliner Morgenpost, sugerowały podjęcie próby samobójczej, co jednakże nie znalazło potwierdzenia.